# Rimatara-szigeti nádiposzáta
A Rimatara-szigeti nádiposzáta (Acrocephalus rimitarae) a verébalakúak (Passeriformes) rendjébe, ezen belül a nádiposzátafélék (Acrocephalidae) családjába tartozó faj.

## Rendszerezése
A fajt Robert Cushman Murphy és Gregory Mathews írták le 1929-ben, Conopoderas vaughani rimitarae néven.

## Előfordulása
A Francia Polinéziához tartozó Rimatara-szigeten honos. A természetes élőhelye a szubtrópusi vagy trópusi száraz erdők, valamint vizes élőhelyek. Állandó, nem vonuló faj.

## Megjelenése
Testhossza 17 centiméter.

## Védettsége
Sebezhető, mivel 3.000 egyednél kevesebb egyed él egy kis területű vulkáni szigeten.